# Верхнеигнашкинский сельсовет
Верхнеигнашкинский сельсовет — сельское поселение в Грачёвском районе Оренбургской области Российской Федерации.
Административный центр — село Верхнеигнашкино.

## История
9 марта 2005 года в соответствии с законом Оренбургской области № 1897/325-III-ОЗ образовано сельское поселение Верхнеигнашкинский сельсовет, установлены границы муниципального образования.

## Население
| 2010 | 2012 | 2013 | 2014 | 2015 | 2016 | 2017 |
| ---- | ---- | ---- | ---- | ---- | ---- | ---- |
| 601  | ↘567 | ↘547 | ↘526 | ↘514 | ↘512 | ↘503 |
| 2018 | 2019 | 2020 | 2021 |      |      |      |
| ↘474 | ↘463 | ↘441 | ↘435 |      |      |      |

## Состав сельского поселения
| № | Населённый пункт | Тип населённого пункта       | Население |
| - | ---------------- | ---------------------------- | --------- |
| 1 | Андреевка        | посёлок                      | 66        |
| 2 | Верхнеигнашкино  | село, административный центр | 535       |

## Известные уроженцы
- Иванов-Паймен, Влас Захарович (1907—1973) — чувашский советский писатель, журналист, редактор, переводчик.